# Mytilini
Die Hafenstadt Mytilini (griechisch Μυτιλήνη [mitiˈlini] (f. sg.), altgriechische Aussprache Mytilēne, türkisch Midilli) ist wirtschaftliches, administratives und kulturelles Zentrum der griechischen Insel Lesbos. Die Stadt ist Verwaltungssitz der gleichnamigen Gemeinde Mytilini (Δήμος Μυτιλήνης Dímos Mytilínis), der Region Nördliche Ägäis und Hauptstandort der Universität der Ägäis.
Nach der Eroberung von Lesbos durch griechische Truppen wurde Mytilini 1918 als Stadtgemeinde (dimos) anerkannt. 1997 wurde das Gemeindegebiet durch zahlreiche Eingemeindungen stark vergrößert. Diese Gemeinde ging anlässlich der Verwaltungsreform 2010 in der neu geschaffenen Gemeinde Lesbos auf, die das gesamte Gebiet der Insel umfasst, und bildet in dieser einen von dreizehn Gemeindebezirken.

## Lage
Der Gemeindebezirk liegt auf der Amali-Halbinsel (Χερσόνησο της Αμαλής Chersoniso Amalis), der südöstlichsten und kleinsten der drei großen Halbinseln von Lesbos, und erstreckt sich einige Kilometer nordwärts darüber hinaus. Insgesamt beträgt die Nord-Süd-Ausdehnung 20 km und von Ost nach West maximal 7 km. Die Amali-Halbinsel wird im Osten von der Meerenge von Lesbos (Στενό Μυτιλήνης Steno Mytilinis) und im Westen vom Golf von Gera (Κόλπος της Γέρας Kolpos tis Geras) begrenzt, das Kap Agrilia (Ακροτιριο Αγριλιά Akrotirio Agrilia) ist der südlichste Punkt. Die kleine Halbinsel Machera (Μαχαίρα) bildet den nördlichen Abschluss des Gemeindegebiets. Südlich davon und östlich des kleinen Hafenortes Skala Pamfyllon liegt die kleine unbewohnte Insel Pamfyllon (Ν. Παμφυλλον).
Benachbarte Gemeindebezirke sind im Norden Loutropolis Thermis und Evergetoulas, im Westen gegenüber dem Golf von Gera der Gemeindebezirk Gera.
Der Stadtbezirk Mytilini liegt in der Mitte der Ostküste an der mit etwa 3 km schmalsten Stelle der Amali-Halbinsel.

## Mythologie
Nach Diodor (5,81f) trägt Mytilini den Namen einer der beiden Töchter des bei Homer erwähnten Königs Makar, die andere Tochter hieß Mithymna.

## Geschichte
In der Antike war Mytilene bedeutend wegen des Hafens. Erwähnenswert ist die Belagerung der Stadt im Jahr 406 v. Chr. durch die spartanische Flotte unter Kallikratidas, der den Feldherrn Konon mit dem Gros der athenischen Flotte im Hafen eingeschlossen hatte. Die Athener sandten eine Hilfsflotte und konnten die Eingeschlossenen in der Schlacht bei den Arginusen befreien. Während des Alexanderzuges wechselte Mytilene dann mehrfach den Herren und erlebte zeitgleich eine Stasis, die schließlich in einer Versöhnung endete, die inschriftlich dokumentiert ist.
Die Insel Lesbos und mit ihr auch die Hauptstadt Mytilini gehörte bis zum 8. November 1912 zum Osmanischen Reich. Danach wurde sie Teil des Königreichs Griechenland. Während der „Kleinasiatischen Katastrophe“ gelangten in den frühen 1920er Jahren zahlreiche griechische Flüchtlinge von der kleinasiatischen Küste, meist aus Ayvalik und anderen Orten der Küstenregion, auf die Insel und nach Mytilini. Ein Teil dieser Menschen blieb in Mytilini und für sie entstanden kleine Häuser und das Viertel Synikismos (Συνοικισμός) im Norden der Stadt. Auch heute noch leben viele Nachfahren einstiger Flüchtlinge in der Stadt.

## Ortschaften und Siedlungen
Die ehemaligen Gemeindebezirke Mytilinis werden seit 2011 abhängig von der Einwohnerzahl als Stadtbezirk oder Ortsgemeinschaft (griechisch topiki kinotita bei einer Einwohnerzahl unter 1000, dimotiki kinotita ab 1000 Einwohnern) geführt. Sie wählen eigene Ortsvertretungen.

Der Gemeindebezirk Mytilini mit Ortschaften

| Stadtbezirk Ortsgemeinschaft | amtl. Bez.                     | Fläche (km²) | Einwohner | Siedlungen (Einwohner) |
| ---------------------------- | ------------------------------ | ------------ | --------- | --- |
| Mytilini                     | Δημοτική Κοινότητα Μυτιλήνης   | 16,105       | 29.656    | Mytilini (Μυτιλήνη (f. sg.)), 27.871 Varia (Βαρειά (f. sg.)), 1.133 Neapoli (Νεάπολι (f. sg.)), 422 Pligoni (Πλιγόνι (n. sg.)), 230                     |
| Agia Marina                  | Τοπική Κοινότητα Αγίας Μαρίνης | 20,732       | 746       | Agia Marina (Αγία Μαρίνα (f. sg.)), 522 Agia Paraskevi (Αγία Παρασκευή (f. sg.)), 137 Agrilia Kratigou (Αγριλιά Κρατήγου (f. sg.)), 87                  |
| Alyfanda                     | Τοπική Κοινότητα Αλυφαντών     | 9,629        | 646       | Alyfanda (Αλυφαντά (n. pl.)), 360 Kedro (Κέδρο (n. sg.)), 89 Outza (Ουτζά (f. sg.)), 36 Pyrgi (Πυργί (n. sg.)), 161                                     |
| Afalonas                     | Τοπική Κοινότητα Αφάλωνος      | 8,068        | 482       | Afalonas (Αφάλωνας (m. sg.)), 482 |
| Loutra                       | Δημοτική Κοινότητα Λουτρών     | 22,098       | 1.420     | Loutra (Λουτρά (n. pl.)), 1.085 Ano Charamida (Άνω Χαραμίδα (f. sg.)), 41 Skala Loutron (Σκάλα Λουτρών (f. sg.)), 259 Charamida (Χαραμίδα (f. sg.)), 35 |
| Moria                        | Δημοτική Κοινότητα Μόριας      | 16,406       | 1.450     | Moria (Μόρια (f. sg.)), 1.164 Achlia (Αχλιά (f. sg.)), 118 Larisos (Λάρισος (f. sg.)), 168 Marmaro (Μάρμαρο (n. sg.)), 0                                |
| Pamfila                      | Δημοτική Κοινότητα Παμφίλων    | 11,187       | 1.477     | Pamfila (Πάμφιλα (n. pl.)), 1.413 Niselia (Νησέλια (n. pl.)), 33 Paralia (Παραλία (f. sg.)), 31                                                         |
| Panagiouda                   | Τοπική Κοινότητα Παναγιούδας   | 0,884        | 906       | Panagiouda (Παναγιούδα (f. sg.)), 906 |
| Taxiarches                   | Τοπική Κοινότητα Ταξιαρχών     | 3,113        | 1.107     | Taxiarches (Ταξιάρχες (m. pl.)), 1.107 |

## Flüchtlingslager
Im Ortsteil Moria befand sich ein Aufnahmelager für Flüchtlinge (Flüchtlingslager Moria), das für 2800 Personen ausgelegt war.  Meist war es jedoch um ein Mehrfaches überbelegt und mit über 20.000 Menschen (Stand: April 2020) Europas größtes Flüchtlingslager. Nach einem Großbrand im September 2020 wurde das Lager geschlossen und dessen Bewohner in ein neues Zeltlager unweit des ebenfalls bestehenden Flüchtlingslagers Kara Tepe umgesiedelt. Ein kleineres Flüchtlingslager nahe der Stadt Mytilini war das PIKPA Flüchtlingslager, das im Herbst 2020 aufgelöst wurde.

## Kultur und Sehenswürdigkeiten

### Bauwerke

#### Antike Bauwerke

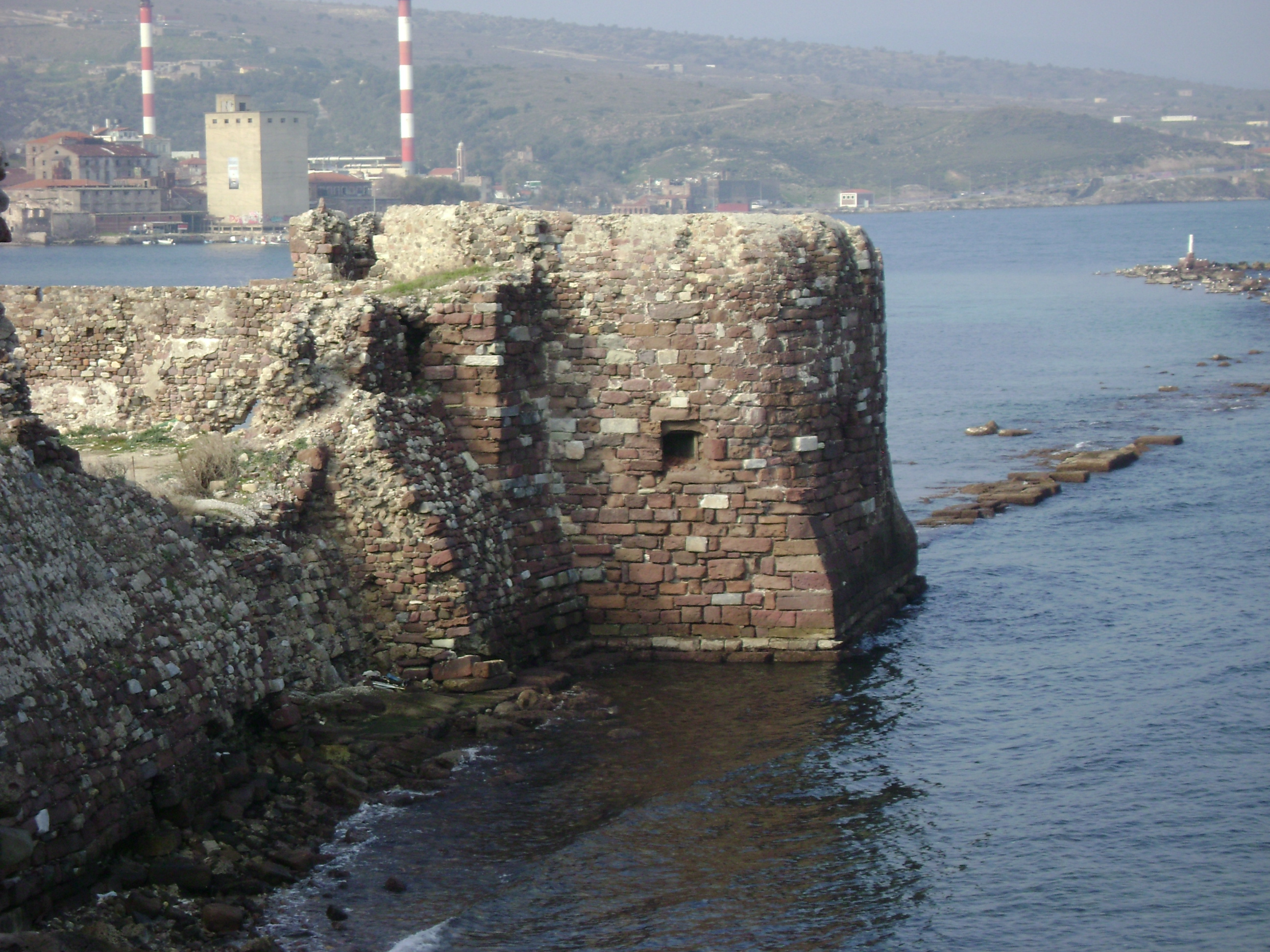
Mole des Antiken Hafens mit osmanischem Turm

##### Antiker Hafen
Der nördliche Hafen von Mytilene (Αρχαίο Ακρομόλιο Archeo Akromolio) hieß Malois Limin (Μαλόης λιμήν, altgriechische Aussprache Malóēs Limḗn) nach dem örtlichen Heiligtum des Apollon Maloen. Er wurde durch zwei, noch in außergewöhnlich gutem Zustand erhaltene Molen aus dem 5. Jahrhundert v. Chr. gesichert. Die östliche bis an die Wasseroberfläche erhaltene Mole im Stadtteil Epano Skala ist 350 m lang und beginnt an einem osmanischen Turm der Festung. Am nördlichen Ende befand sich nach einer Zeichnung aus dem 18. Jahrhundert ein Leuchtturm. Die zweite 150 m lange Mole grenzt das Hafenbecken nach Norden ab und beginnt in der Nähe einer verlassenen Fabrik im Stadtteil Kalamaris. Die Anlage repräsentiert eine frühe Hafenanlage und wird auch heute noch von den Fischern genutzt.

##### Agora
An der Küstenstraße beim alten Hafen von Epano Skala befand sich im späten 4. oder frühen 3. Jahrhundert v. Chr.eine Agora. Vom ehemals etwa 150 m langen Säulengang sind die Fundamente und Stylobaten der Säulen erhalten.

##### Antikes Theater
Das antike Theater (Αρχαίο Θέατρο Archeo theatro) befindet sich in der Nähe der Kirche von Agios Kyriaki oberhalb des Stadtteils Synikismos. In der Antike war das in einen Hang gebaute Theater für den Blick über die Akropolis, die Häfen und die kleinasiatische Küste bekannt. In spätrömischer Zeit wurde das hellenistische Theater aus dem 3. Jahrhundert v. Chr. (etwa 330 v. Chr.) umgebaut. Nach Plutarch soll das 10.000 Zuschauer fassende Theater als Vorbild des Theater des Pompeius in Rom gedient haben. Die runde Orchestra mit einem Durchmesser von 24,2 m war von der halbkreisförmigen Zuschauertribüne (koilon) durch eine Mauer getrennt.

##### Spätrömisches Gebäude
Bei dem spätrömischen Gebäude hinter der Kathedrale Agios Athanasios handelt es sich aufgrund der erhaltenen Architekturteile vermutlich um ein öffentliches Gebäude. Erhalten sind ein halbkreisförmiges Fundament mit Basen sowie Reste von ionischen Säulen. Zusammen mit den zahlreichen rund um Mytilini entdeckten Herrenhäusern zeugen die Gebäudereste von der Blütezeit der Stadt und der Region während der römischen Zeit.

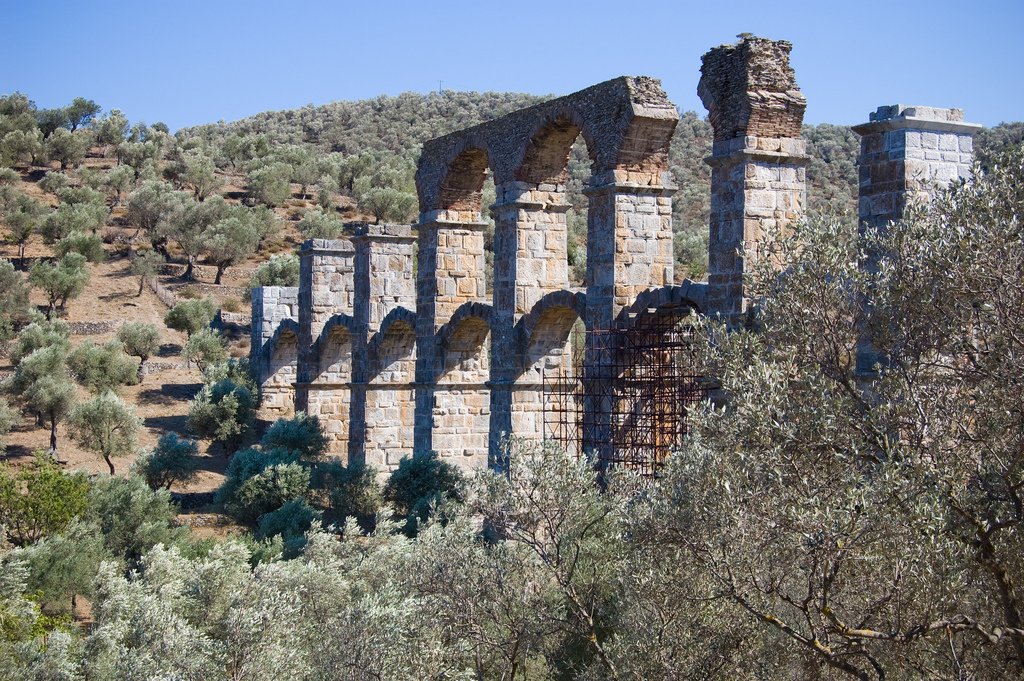
Römischer Aquädukt bei Moria

##### Römischer Aquädukt bei Moria
Der römische Aquädukt bei Moria stammt wahrscheinlich vom Ende des 2. oder Anfang des 3. Jahrhunderts n. Chr. Der Aquädukt war Teil der 26 km langen Wasserleitung aus der Nähe von Agiasos am Berg Olymbos in die Stadt Mytilini. Weitere Überreste der Leitung sind bei Lambou Myli zu finden. Der 27 m hohe Aquädukt ist auf einer Länge von etwa 170 m teilweise erhalten und hatte siebzehn Bögen. Es wird geschätzt, dass der Aquädukt 127.000 m³ Wasser pro Tag in die Stadt liefern konnte.

#### Kastro
Die Festung von Mytilini (Κάστρο Μυτιλήνης Kastro Mytilinis, auch Φρούριο της Μυτιλήνης Phrourio tis Mytilinis) befindet sich heute auf einer Halbinsel im Nordosten. Vermutlich im 6. Jahrhundert n. Chr. während der Herrschaft Justinians I. wurde die Festung über den Resten einer antiken Akropolis auf der ehemaligen Insel Kioski (Κιόσκι) errichtet. In byzantinischer Zeit war die Insel noch durch den fast 800 m langen und etwa 30 m breiten Evripos (Εύριπος) genannten Kanal getrennt. Aus dieser Zeit sind noch ein Tor an der Nordseite, Befestigungsbauwerke an der Ostmauer sowie eine Zisterne im zentralen Bereich der Festung erhalten.

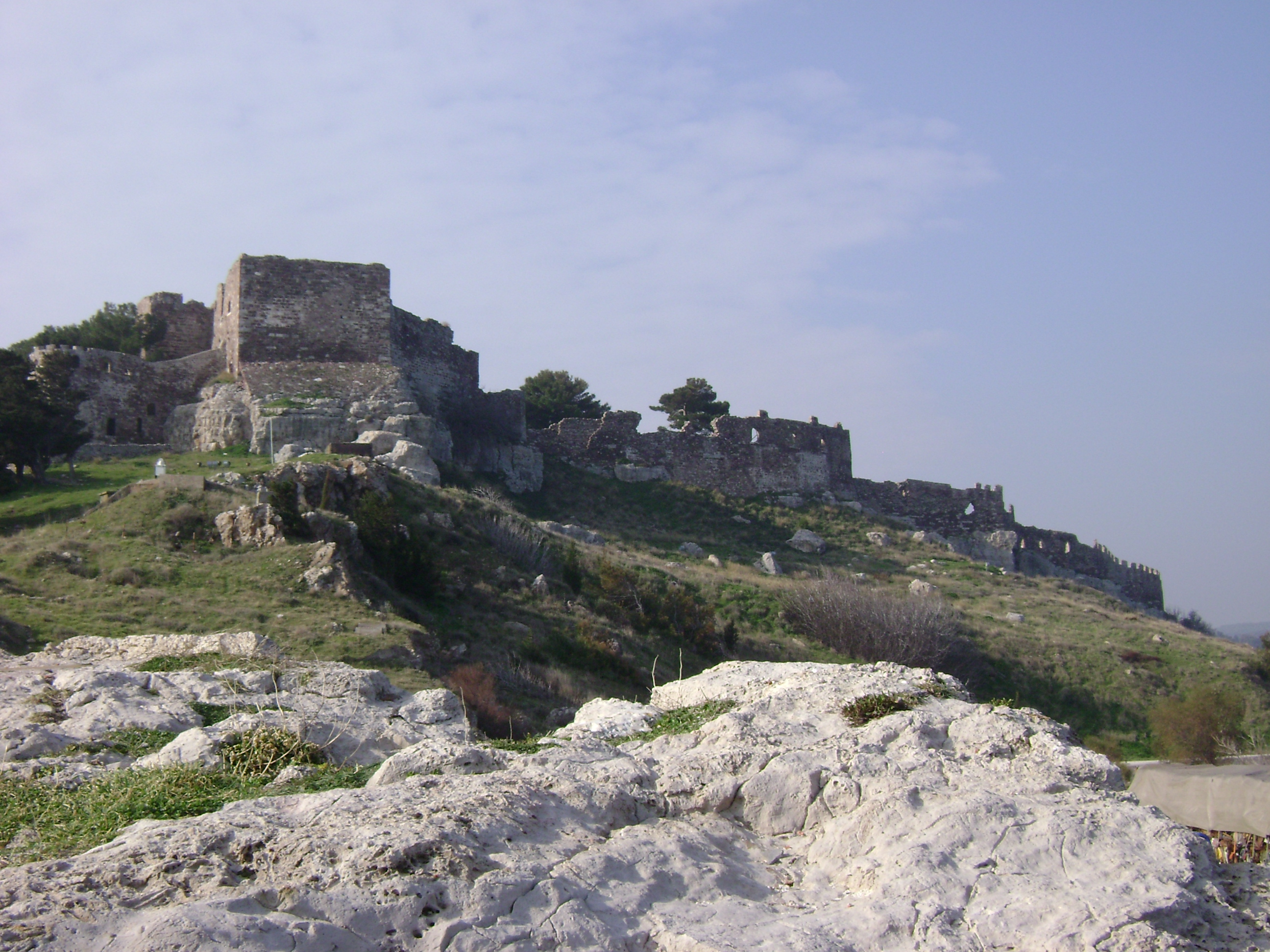
Festung von Mytilini

Als Dank für die Waffenhilfe im Kampf gegen den byzantinischen Gegenkaiser Johannes VI. bekam Francesco Gattilusio 1355 die Insel Lesbos als erbliche Herrschaft von Johannes V. verliehen. Andere Quellen berichten, dass Maria, die Schwester von Johannes V., die Insel als Mitgift in die Ehe mit Francesco Gattilusio mit einbrachte. Sie blieb bis 1462 im Besitz der genuesischen Patrizierfamilie. Nach einer lateinischen Inschrift am Westtor wurde ab 1373 die Festung umfassend ausgebaut und verstärkt. Die neue Befestigung folgte überwiegend den byzantinischen Vorgängerbauten, jedoch wurde der Innenraum aufgeteilt, in das heutige „Untere Kastro“ (Πάνω Κάστρο Pano Kastro) und „Mittlere Kastro“ (Μεσαίο Κάστρο Meseo Kastro). Ein starkes Erdbeben am 6. August 1384 richtete große Schäden an, die offenbar bis 1403 behoben waren. Unter Domenico Gattilusio wurde die Festung mit zusätzlichen Kanonen ausgerüstet, sein Bruder Niccolo, der letzte Archon von Lesbos, ließ die Verstärkung von Mauern und Wällen, Errichtung der Zinnen und das Anlegen von Gräben und weiteren Beobachtungsstellen ausführen. Aus genuesischer Zeit zeugen die Ruinen der Kirche Agios Ioannis (Άγιος Ιωάννης).
Nach einer 27-tägigen Belagerung wurde die Festung durch Verrat im September 1462 von den Osmanen erobert. Sultan Bayezid II. ließ 1501 die Zerstörungen, die auf der Nordseite zum Hafen von Epano Skala in den Kriegen mit der Republik Venedig (1499–1503) entstanden waren, reparieren und zusätzlich zwei Geschütztürme errichten. Weitere Modernisierungs- und Aufbauarbeiten wurden 1643–44 ausgeführt, vermutlich nach einer Zerstörung durch ein Erdbeben.

#### Neoklassizistische Gebäude

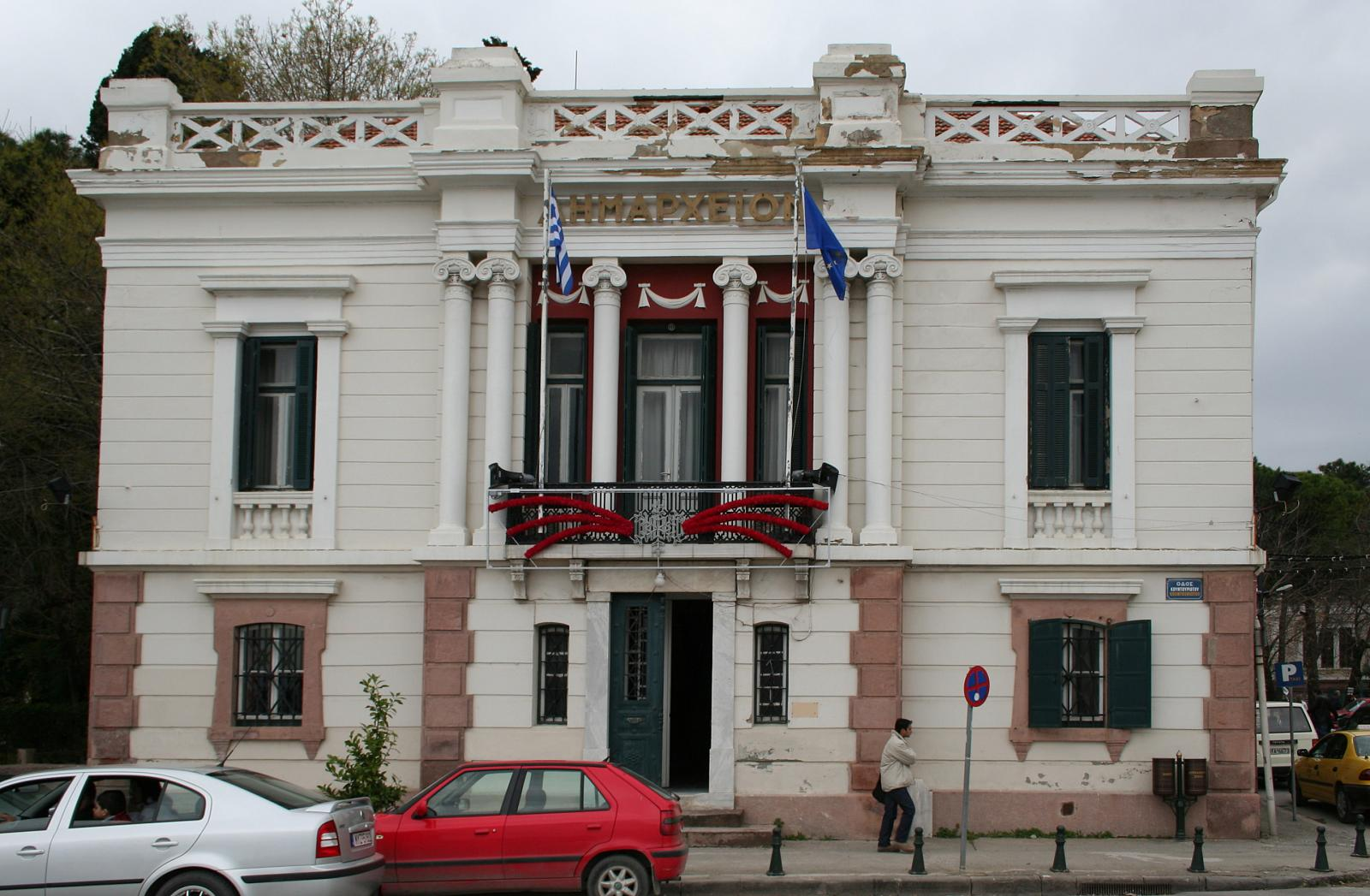
Altes Rathaus von Mytilini

Mytilini ist auch heute noch bekannt für seine zahlreichen neoklassischen Gebäude, die sowohl in öffentlicher als auch in privater Hand sind. Beispiele dafür sind das zentral gelegene Prototypo Lykio Mytilinis (Πρότυπο Πειραματικό Γενικό Λύκειο Μυτιλήνης), ein öffentliches Gymnasium, oder das alte Rathaus, aber auch private Villen, die über die Stadt verteilt sind. Erbaut wurden sie meist von wohlhabenden Kaufleuten, Mitgliedern des gehobenen Bürgertums, in der Zeit von Mitte des 19. bis Anfang des 20. Jahrhunderts, als Mytilini eine wirtschaftliche Blüte erlebte. Diese Gebäude stehen heute unter Denkmalschutz.

#### Osmanisches Bad
Das osmanische Bad Tsarsi Hamam (Τσαρσί Χαμάμ) ist der einzig erhaltene Hammām von ehemals drei in Mytilini. Tsarsi ist aus dem türkischen Çarşı für „Markt“ abgeleitet. Der zwischen 1800 und 1825 erbaute Tsarsi Hamam befindet sich in einer Nebenstraße der Odos Ermou in der Nähe der Yeni Moschee im historischen Zentrum der Stadt. Die Architektur des Bades drückt die allgemeine Tendenz der neoosmanischen Kunst des 19. Jahrhunderts aus, die sich in einer Wiederbelebung der klassischen Modelle des 16. Jahrhunderts ausdrückt. Seit der Restaurierung werden die Räumlichkeiten für kulturelle Veranstaltungen genutzt.

#### Kirchen

##### Agios Athanasios
Die Kirche Agios Athanasios (Άγιος Αθανάσιος) wurde Ende des 16. Jahrhunderts erbaut, sie liegt nahe der Odos Ermou und ist der Sitz des Mitropoliten von Mytilini. In dieser Kirche befinden sich die Reliquien des Heiligen Theodor von Byzanz (Αγίου Θεοδώρου του Βυζαντίου), der Schutzpatron der Stadt Mytilini. Bekannt ist sie auch für ihre alten Holzschnitzereien, die um das Jahr 1738 datiert werden. Von Weitem sichtbar ist ihr gotischer Glockenturm mit einer Höhe von 33 Metern.

##### Agios Simeon

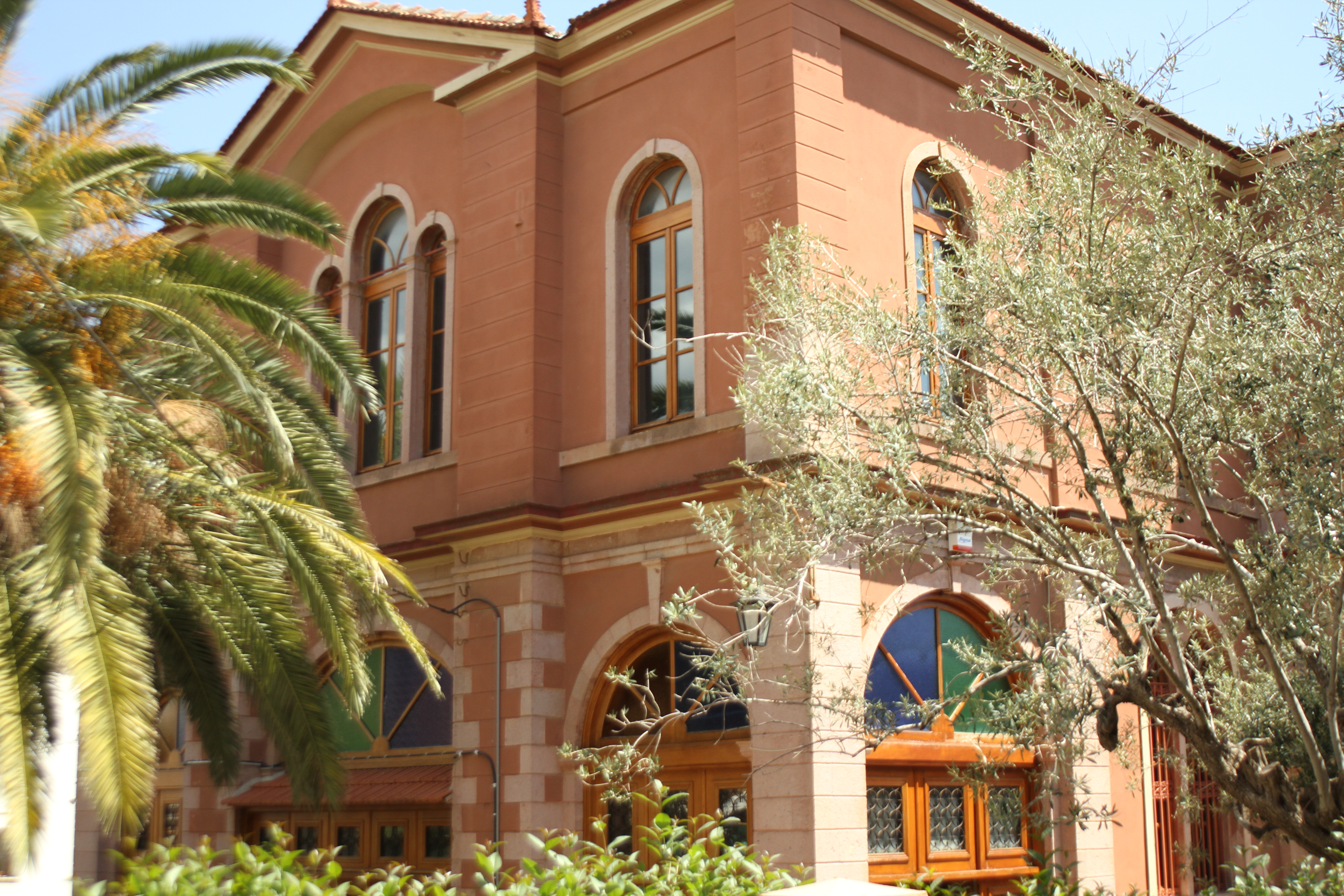
Kirche Agios Simeon Mytilini

Agios Simeon (Άγιος Συμεών) befindet sich im alten Teil der Stadt. Es wird angenommen, dass diese Kirche um 1700 gebaut wurde. Da das alte Gebäude 1867 durch ein Erdbeben stark beschädigt wurde, errichtete man die Kirche von 1885 bis 1891 neu. Sie ist drei Heiligen mit dem Namen Simeon gewidmet.

##### Agios Therapon

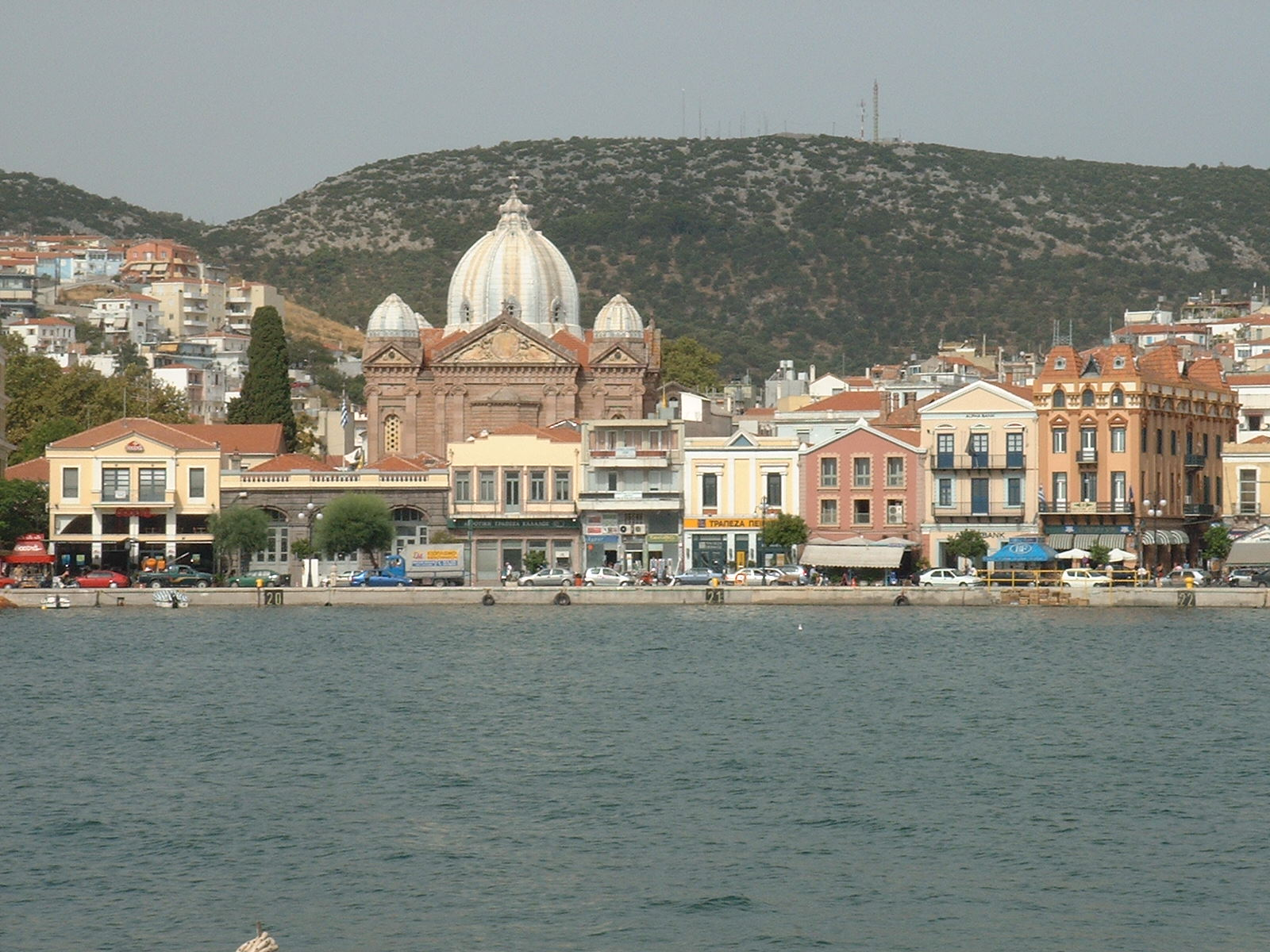
Kirche Agios Therapon Mytilini

Die Kirche Agios Therapon (Άγιος Θεράπων) dominiert das Stadtzentrum Mytilinis durch ihre weithin sichtbare, große Kuppel. Sie wurde anstelle einer kleinen Kirche errichtet, die sich früher gegenüber dem damaligen Krankenhaus von Mytilini befand und dem Pflegepersonal zum Gebet diente. Heute befindet sie sich gegenüber dem Museum Byzantinischer Kunst. Agios Therapon wurde von dem Architekten Argyris Adalis (1954–1914), einem Sohn der Stadt und Schüler des berühmten deutschen Architekten Ernst Ziller, entworfen. Obwohl die Kirche erst 1935 fertiggestellt wurde, fanden in dem unfertigen Gebäude schon ab ungefähr 1900 Gottesdienste statt. Ihr Mischstil mit Elementen aus dem Barock, dem Rokoko und der Gotik sowie die große Kuppel ist in Griechenland einzigartig. Ihr Grundriss entspricht einem Kreuz und in ihrem Innern ist eine Ikone des Heiligen Therapon aus dem Jahre 1651 ausgestellt.

#### Moscheen

Valide Cami (Sultansmutter-Moschee)

##### Valide Cami
Die Valide Cami (Βαλιδέ Τζαμί Valide Tzam, deutsch ‚Moschee der Valide Sultan‘) liegt in Meernähe im Stadtteil Epano Skala in der Odos Platia Kornarou (Πλατεία Κορνάρου). Die Moschee wurde vor 1791 erbaut. Eine Inschrift über dem Eingang gibt zwar 1615 als Gründungsjahr an, doch wird vermutet, dass diese Inschrift zu einem älteren Bauwerk gehört. Das 15 m hohe zylindrische Minarett mit sechsseitigem Sockel an der Nordwestecke ist das einzig erhalten gebliebene in der Stadt. Der mehrseitige mit Arabesken dekorierte Marmorbrunnen befindet sich im alten Archäologischen Museum von Mytilini.

##### Yalı Cami
Die Yalı Cami (Γιαλί Τζαμί Gialí Tzamí, auch Vezir Hasan Paşa Cami) liegt an der Küstenstraße beim Hafen von Epano Skala und wurde um 1880 von der muslimischen Gemeinde erbaut. Einer über dem Eingang eingelassenen Marmortafel mit arabischer Inschrift ist zu entnehmen, dass die Moschee nach dem Erdbeben von 1867 einen Vorgängerbau aus dem Jahr 1690 ersetzte. Der Eingang des Frauenbereichs befand sich an der nordöstlichen Seite, an der nordwestlichen stand ein fünfseitiges Minarett, das im Jahr 1939 eingestürzt ist.

##### Yeni Cami
Die Yeni Cami (Γενί Τζαμί Gení Tzamí, deutsch ‚Neue Moschee‘) liegt in Epano Skala an der Odos Ermou und lag in der Mitte des ehemaligen türkischen Marktes. In unmittelbarer Nähe befinden sich der muslimische Friedhof und das türkische Bad Tsarsi Hamam (Τσαρσί Χαμάμ). Yeni Cami wurde 1825 erbaut und war die größte und zuletzt erbaute Moschee in Mytilini. Nach der „Kleinasiatischen Katastrophe“ wurden Flüchtlinge in der Moschee untergebracht. Später wurde das Dach abgebrochen und das Baumaterial verkauft. Vom ehemaligen Minarett ist nur noch der Sockel erhalten; es befand sich an der nordwestlichen Ecke, war etwa 30 m hoch und überragte den Glockenturm der Kathedrale. Während der griechischen Militärdiktatur sollte die Moschee abgebrochen werden. Seit 2000 werden Erhaltungsmaßnahmen durchgeführt, und das Bauwerk wird für kulturelle Veranstaltungen wie Theateraufführungen und Ausstellungen genutzt.

### Museen

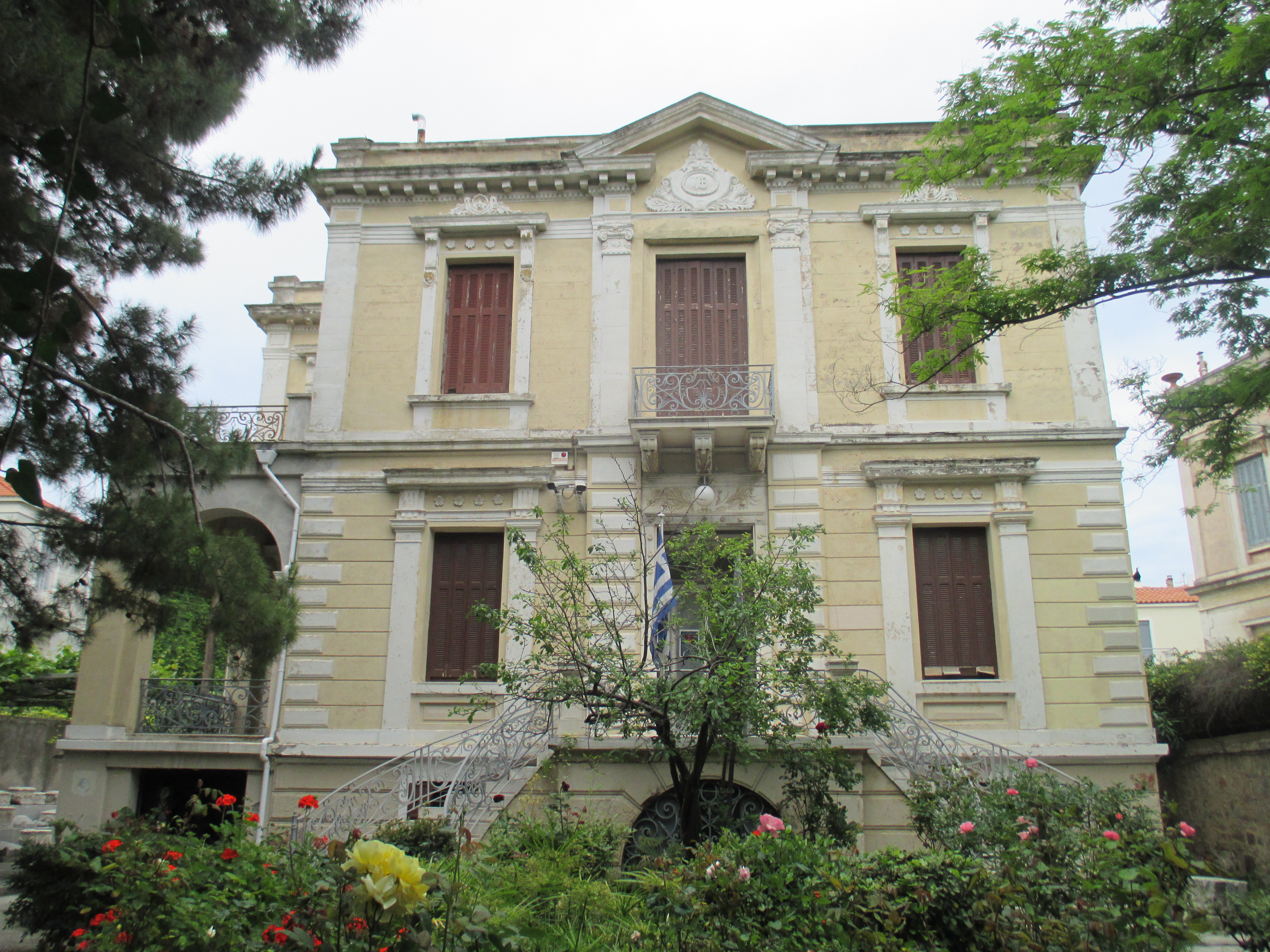
Altes Archäologisches Museum Mytilini

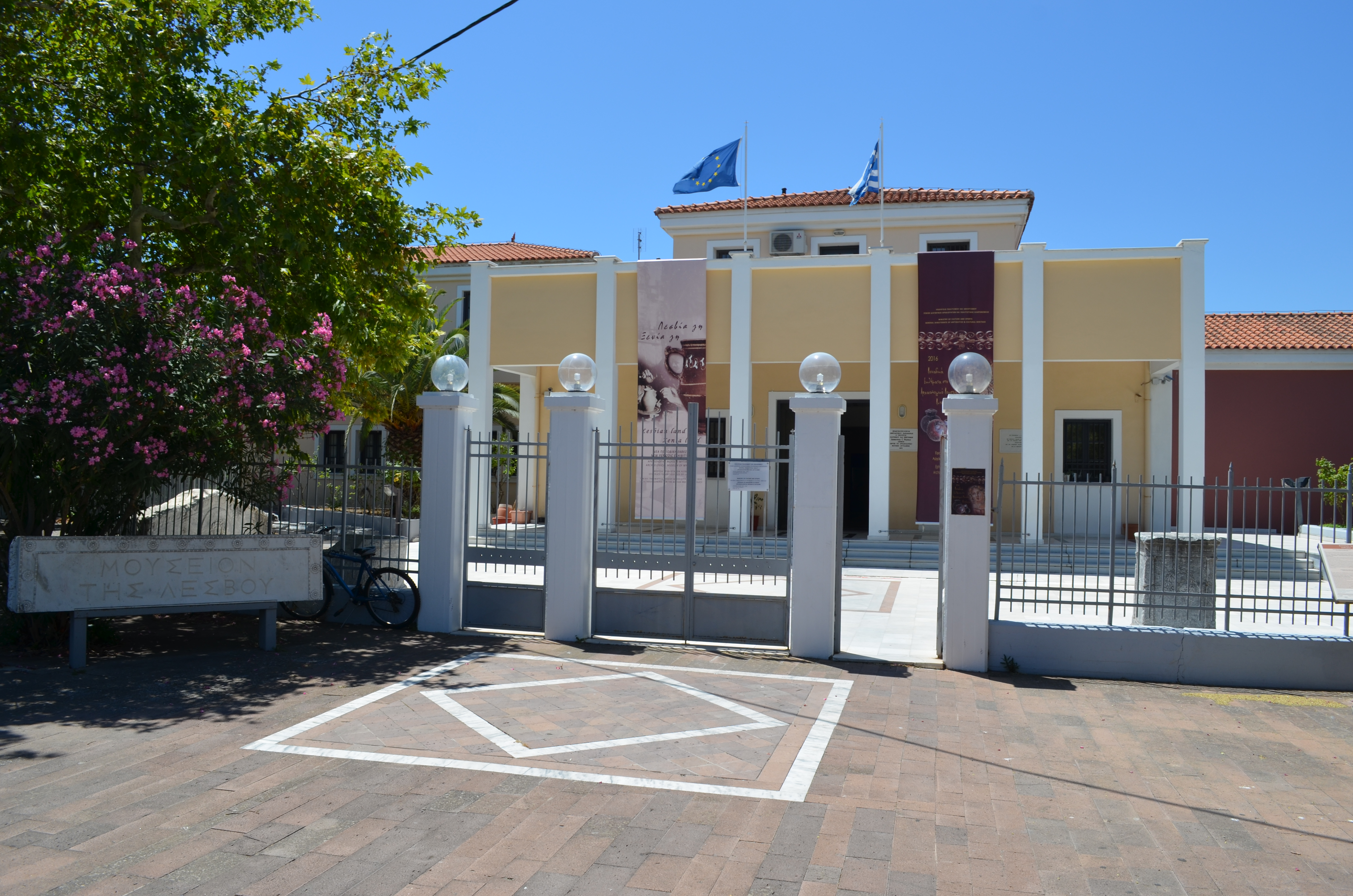
Das 1995 neu errichtete Archäologische Museum.

#### Archäologisches Museum
Das Archäologische Museum von Mytilini (Αρχαιολογικό Μουσείο Μυτιλήνης Archeologiko Mousio Mytilinis) ist in zwei verschiedenen Gebäuden untergebracht.
- In einer 1912 erbauten unter Denkmalschutz stehenden neoklassizistischen Villa in der Odos Argyri Eftalioti (Οδός Αργύρη Εφταλιώτη) in Hafennähe befindet sich das alte archäologische Museum (Παλαιό Κτίριο Αρχαιλογικού Μουσείου Paleo Ktirio Archeologikou Mousiou). Die Ausstellungsgegenstände im Hauptgebäude aus prähistorischer bis römischer Zeit stammen von der gesamten Insel. Daneben werden auch Stücke aus Privatsammlungen und Schenkungen präsentiert. Größere Fundstücke wie die im äolischen Stil gearbeiteten Kapitelle des antiken Tempels von Klopedi, mit Reliefs verzierte Grabsteine sowie Statuen von der archaischen bis zur römischen Zeit werden im Außenbereich und im Vorhof gezeigt. Seit 2014 ist das alte Museum wegen Schäden am Gebäude für die Öffentlichkeit geschlossen.[20]
- Der 1995 fertiggestellte Neubau (Νέο Κτίριο Αρχαιλογικού Μουσείου Neo Ktirio Archeologikou Mousiou)[21], vom griechischen Staat und der Europäischen Gemeinschaft finanziert, liegt in der Odos 8. Noemvriou (Οδός 8ης Νοεμβρίου) im Stadtteil Kioski, wo neuere Ausgrabungen einen Aphroditetempel nachgewiesen haben. 1999 wurde die Dauerausstellung Lesbos, von der hellenistischen bis in römische Zeit (Η Λέσβος από την Ελληνιστική στη Ρωμαϊκή Εποχή I lesvos apo tin Ellinstiki sti Romaiki Epochi) eröffnet. Die Ausstellung führt den Besucher in die Lebensweise des 2. Jahrhunderts v. Chr. bis zum 3. Jahrhundert n. Chr. ein. Neben den spätrömischen Fußbodenmosaiken aus dem Haus des Menander,[22][23] die Motive aus Komödienszenen und ein Porträt des Dichters zeigen, werden Wandmalereien, Gebrauchsgegenstände und Skulpturen von stattlichen Herrenhäusern auf dem Hügel von Agia Kyriaki präsentiert. Diese bezeugen den wirtschaftlichen Wohlstands Mytilinis im 2. Jahrhundert. Vervollständigt wird die Sammlung durch Grabreliefs, Statuen und Porträts der hellenistischen und römischen Zeit sowie mit Texten, Karten und Modellen, die zum besseren Verständnis der Ausstellungsstücke beitragen.[24]

#### Museum Byzantinischer Kunst
Das Museum Byzantinischer Kunst (Μουσείο Βυζαντινής τέχνης Mousio Vizantinis technis) wurde 1978 gegenüber der Kirche Agios Therapon im Zentrum von Mytilini erbaut. Die Sammlung umfasst sakrale Gegenstände aus der byzantinischen und nachbyzantinischen Zeit, Priestergewänder, Schnitzereien, seltene Handschriften sowie alte Gottesdienstbücher. Aus der Ikonensammlung, die Werke vom 13. bis zum 19. Jahrhundert beinhaltet, sind die drei Ikonen des Allmächtigen, des heiligen Ioannis Theologos und des heiligen Georg von Bedeutung.

#### Städtische Gemäldegalerie
Die Städtische Gemäldegalerie (Δημοτική Πινακοθήκη Μυτιλήνης Dimotiki Pinakothiki Mytilinis) ist in einer dreistöckigen Villa vom Ende des 19. Jahrhunderts in Epano Skala untergebracht. Die Galerie zeigt eine bedeutende Gemäldesammlung, die der griechische Kunstkritiker Giorgos Simos-Petris nach seinem Tod 1998 sowie seine Schwester Elli Simos nach ihrem Tod 2001 der Stadt Mytilini vermachten. Die sogenannte „Petris-Sammlung“ umfasst 138 Gemälde, Stiche, Bücher und Gravuren der griechischen Maler Giannis Tsarouxis, Giorgios Gounaropoulos, Yannis Moralis und Alekos Fassianos und ausländischer Maler wie Pablo Picasso und Henri Matisse. Daneben sind in der Städtischen Gemäldegalerie auch Werke bedeutender Maler der Insel ausgestellt.

#### Theofilos-Museum (Μουσείο Έργων Θεόφιλου)

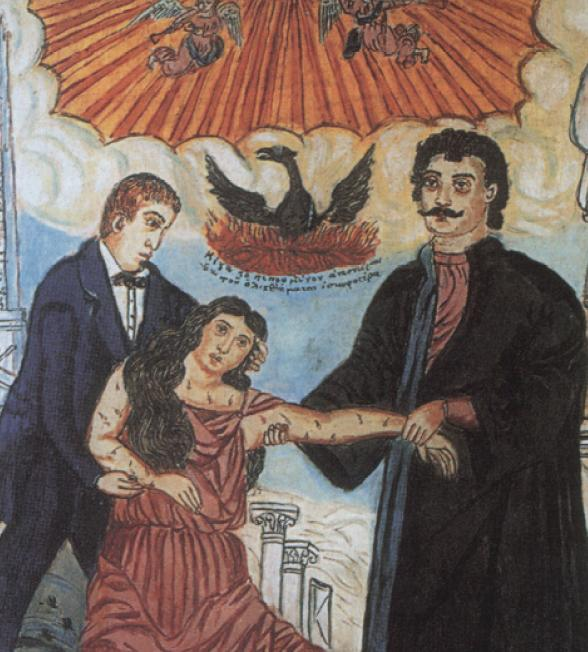
Theofilos: Adamantios Korais und Rigas Ferreos helfen Griechenland, sich zu erheben

Das Theofilos-Museum befindet sich in einem Olivenhain im südlichen Vorort Varia, etwa 4 km vom Stadtzentrum entfernt. Das Museum wurde 1964 nach Plänen von Giorgos Giannoulellis erbaut. Das Museum wie die 86 Gemälde des naiven Malers Theofilos wurden der Stadt Mytilini von dem Kunstkritiker Tériade geschenkt.

#### Teriade-Museum
Das Museum – Bibliothek Stratis Eleftheriadis – Teriade (Μουσείο – Βιβλιοθήκη Στρατή Ελευθεριάδη – Teriade) befindet sich im südlichen Vorort Varia, etwa 4 km vom Stadtzentrum entfernt und wurde 1979 eröffnet. Finanziert wurde das Gebäude von Tériade; der Entwurf des aus Lesbos stammenden Architekten Giorgos Giannoulellis zeichnet sich durch einfache architektonische Züge aus. In sechzehn der insgesamt zwanzig Räume auf zwei Etagen werden Publikationen des Verlegers wie Originalausgaben von Tériades Zeitschriften Minotaure und Verve gezeigt. Außerdem beinhaltet das Museum die 27 illustrierten Kunstbücher mit Werken von Marc Chagall, Le Corbusier, Alberto Giacometti, Henri Matisse, Joan Miró, Pablo Picasso und weiteren modernen Künstlern, die in einer Auflage von 180–250 Exemplaren erschienen und von den Künstlern signiert wurden. Jedes Buch ist in einer Vitrine ausgestellt, an den Wänden werden die jeweils letzten Probedrucke der nummerierten Bücher gezeigt. Außerdem sind 37 Werke von Theofilos, sechs von Yannis Tsarouchis und drei von Kaligiannis ausgestellt.

## Verkehr

### Flugverkehr
Der Flughafen Mytilini, Odysseas Elytis (Κρατικός Αερολιμένας Μυτιλήνης, Οδυσσέας Ελύτης Kratikos Aerolimeans Mytilinis, Odysseas Elytis) befindet sich weniger als 10 km südlich des Stadtzentrums. Linienflüge von Athen und Thessaloniki werden von der nationalen griechischen Fluglinie Olympic Airways und von Aegean Airlines angeboten. Zusätzlich bietet Olympic Airlines Direktflüge von Limnos, Chios, Samos und Rhodos an. In der Zeit von Mai bis Oktober sind auch Charterflüge aus Düsseldorf, München, Wien und Amsterdam im Angebot.

### Schiffsverkehr
Die meisten der großen Fährgesellschaften in der Ägäis laufen Mytilini an. Verbindungen von Piräus über die Kykladen und weiter nach Thessaloniki werden ebenso wie von Alexandroupoli nach Rhodos angeboten. Nach Ayvalik in der Türkei bestehen täglich Verbindungen mit einer Personenfähre. Ebenfalls eine Personenfähre bedient die Verbindung über den Golf von Gera von Koundouroudia nach Perama in der Nachbargemeinde Gera.

### Busverkehr
Obwohl die Stadt im Südosten der drittgrößten griechischen Insel gelegen ist, befindet sich der zentrale Busbahnhof in Mytilini. Die Busgesellschaft KTEL Mytilinis (ΚΤΕΛ Μυτιλήνης) betreibt sowohl das Netz für die Stadtbusse als auch das der Überlandbusse.

## Bildung

### Universität der Ägäis
Mytilini ist Hauptstandort der 1984 gegründeten Universität der Ägäis (Πανεπιστήμιο Αιγαίου Panepistimio Egeou) sowie Standort von zwei der fünf Schulen der Universität.
- Sozialwissenschaftlichen Schule mit den Fachbereichen:
  - Ethnologie und Geschichte
  - Geographie
  - Soziologie
  - Kultur und Kommunikation
- Umweltwissenschaftliche Schule mit den Fachbereichen:
  - Umweltnaturwissenschaften
  - Ozeanografie

## Städtepartnerschaften
Mytilini unterhält diverse Städtepartnerschaften.
In Griechenland:
- Kalamaria
- Kerkyra
- Lamia
- Preveza

Außerhalb Griechenlands:
- Bosanski Brod, Bosnien und Herzegowina
- Portland (Maine), Vereinigte Staaten
- Pafos, Zypern
- Ushimado, Japan[31]

## Persönlichkeiten
in Mytilini geboren
- Pittakos (* 651/650 v. Chr.–um 570 v. Chr.), Aisymnet, einer der Sieben Weisen
- Alkaios von Lesbos (etwa 630 v. Chr.–580 v. Chr.), antiker griechischer Lyriker
- Theophanes von Mytilene (1. Jahrhundert v. Chr.), Politiker und Geschichtsschreiber
- Khair ad-Din Barbarossa (um 1466–1546), osmanischer Korsar, Herrscher von Algier und Kaptan-ı Derya des Osmanischen Reiches
- Arudsch (1473–1518)
- Hüseyin Hilmi Pascha (1855–1922), Staatsmann und Großwesir des Osmanischen Reiches
- Cemal Pascha (1872–1922), jungtürkischer Nationalist, General und führendes Regierungsmitglied des Osmanischen Reichs
- Assimakis Panselinos (1903–1984), Politiker und Schriftsteller
- Eleni Maneta (* 1939), griechische Architektin
- Tzeli Hadjidimitriou (* 1962), griechische Fotografin und Filmmacherin
- Konstantinos Kenteris (* 1973), griechischer Leichtathlet und Olympiasieger
- Anestis Agritis (* 1981), griechischer Fußballspieler
- Praxitelis Vouros (* 1995), griechischer Fußballspieler
- Dimitra Eleni Kontou (* 2005), griechische Ruderin

in Mytilini gestorben
- Abdülkerim Nadir Pascha (1807–1883), osmanischer Marschall

lebte in Mytilini
- Sappho (* zwischen 630 und 612 v. Chr.; † um 570 v. Chr.), griechische Lyrikerin, Geburts- und Sterbeort unbekannt
- Eustace C. Grenville Murray (1824–1881), brit. Untervizekonsul vor Ort, von Winter 1853 bis Dezember 1854.

in Varia geboren
- Theofilos (* um 1870–1934), griechischer naiver Maler
- Tériade (1897–1983), griechisch-französischer Kunstkritiker, Kunstsammler, Redakteur und Verleger